# イオンフードサプライ
イオンフードサプライ株式会社は、千葉県船橋市に本社を置くイオングループの企業。主にイオングループのスーパーマーケット向けに、畜産・水産およびデリカ製品の加工ならびに配送を行う。
旧ジャスコミートセンターとフードサプライジャスコ（旧）とフードサプライジャスコ中部のグループ3社の合併し、現在の規模であるフードサプライジャスコとなった。
3社合併後、20年以上商号変更することなく事業を行ってきたが、イオングループにおける機能会社としてより明確な位置づけをするべく、2010年8月21日に商号を現在のものに変更した。

## 沿革
- 1970年（昭和45年）7月 - ジャスコミートセンターが設立。
- 1981年（昭和56年）10月 - フードサプライジャスコ（旧）が設立。
- 1982年（昭和57年）11月 - フードサプライジャスコ中部が設立。
- 1986年（昭和61年）12月 - ジャスコミートセンター、フードサプライジャスコ（旧）、フードサプライジャスコ中部の3社が合併。
- 2010年（平成22年）8月 - 商号をイオンフードサプライに変更[2]。
- 2019年（平成31年）1月 - 九州基山PC（現:九州基山センター）の稼働を開始。九州での事業拠点が開設される。
- 2019年（令和元年）11月 - イオン四国PCが兵庫センターへ業務移管したことに伴い、四国での事業拠点が無くなる。
- 2024年（令和6年）6月 - 惣菜プロセスセンター「Craft Delica Funabashi（クラフトデリカ船橋）」が稼働開始。

## 主な事業所
- イオン仙台PC（宮城県岩沼市）
- 南関東センター（千葉県船橋市）
- クラフトデリカ船橋/船橋センター（千葉県船橋市） - クラフトデリカ船橋と船橋センターは同住所内に所在しており、船橋センターは本社機能を兼ねている。
- 新習志野DP（千葉県習志野市）
- 西関東センター（神奈川県相模原市中央区）
- 長泉センター（静岡県駿東郡長泉町）
- 中部センター（愛知県一宮市）
- イオン中部XD（三重県桑名市）
- イオン関西PC（京都府長岡京市、ロジスティクス・ネットワーク内）
- 兵庫センター（兵庫県姫路市）
- 九州基山センター（佐賀県三養基郡基山町）

2024年6月現在、本州（東北（宮城県）・関東・東海・関西地区）及び九州のみに事業展開しており、北海道・本州（青森県・東北西部・甲信越・北陸・中国）・四国・沖縄県には事業拠点は存在しない。

## 主な取引先
- イオングループ各社
- 明治屋
  - 株式会社国技館サービス
- ベルク